# Carlo Holse
Carl-Johan Holse Justesen, detto Carlo (Copenaghen, 2 giugno 1999), è un calciatore danese, attaccante del Samsunspor.

## Caratteristiche tecniche
È un'ala destra.

## Carriera

### Club
Cresciuto nel settore giovanile del Copenaghen, ha esordito fra i professionisti il 1º marzo 2017 in occasione del match di DBUs Landspokalturnering vinto 3-0 contro il B.93.

### Nazionale
Ha partecipato agli Europei Under-21 del 2021.
Il 10 giugno 2025 fa il suo esordio con la nazionale maggiore, nella gara amichevole vinta 5-0 contro la Lituania.